# Golden Car
Golden Car ist ein italienischer Zulieferer der Automobilindustrie, der in erster Linie für kleinere Automobilhersteller aus Italien tätig ist.

## Unternehmensgeschichte
Golden Car wurde 1986 von Alessandro Festa gegründet. Festa hatte seit 1964 zusammen mit Luciano Lingua den in Caramagna Piemonte ansässigen Automobilzulieferer Silver Car betrieben, der Karosseriebleche für italienische Karosseriebauunternehmen wie Bertone und für kleinere Automobilhersteller wie Iso und De Tomaso fertigte. Nachdem Silver Car zu Beginn der 1980er Jahre in eine wirtschaftliche Krise geraten war, verließ Festa das Unternehmen. Lingua gab die Produktion von Karosserieteilen auf und verlegte den Tätigkeitsschwerpunkt von Silver Car auf den Landmaschinenhandel.
Festa etablierte daraufhin – ebenfalls in Caramagna Piemonte – das Unternehmen Golden Car, mit dem er das bisherige Geschäftsmodell von Silver Car fortsetzte. Golden Car konstruiert Automobilkarosserien und Karosserieteile und formt Bleche. Das Unternehmen ist spezialisiert auf die handwerkliche und industrielle Verarbeitung von Aluminiumblechen und speziellen Metallen.
Golden Car wird nach wie vor als Familienbetrieb geführt. 2014 übergab der Gründer die Leitung des Unternehmens an seine Töchter Daniela und Patrizia Festa.

## Karosserien von Golden Car
Anfänglich hatte Golden Car – wie schon Silver Car – eine enge Beziehung zu Alejandro de Tomasos Konzern. Der Betrieb presste unter anderem Karosseriebleche für einige Ableger von Maseratis Biturbo-Baureihe, unter ihnen der Shamal und die viertürige Limousine Quattroporte IV; auch die Aufbauten für den größeren Maserati Royale kamen zeitweise von Golden Car. Größere Karosserieteile fertigte das Unternehmen auch für den Lamborghini Diablo. Golden Car baut außerdem Prototypen und Kleinstserienfahrzeuge, darunter den Ferrari 575 GTZ, ein von Zagato gestaltetes Sondermodell auf Basis des 575, von dem fünf oder sechs Exemplare hergestellt wurden. Schließlich fertigte Golden Car für Rayton Fissore und später für Fissore Co. nahezu alle Karosserien des 1985 vorgestellten und in 6000 Exemplaren gebauten Luxus-SUV Magnum.

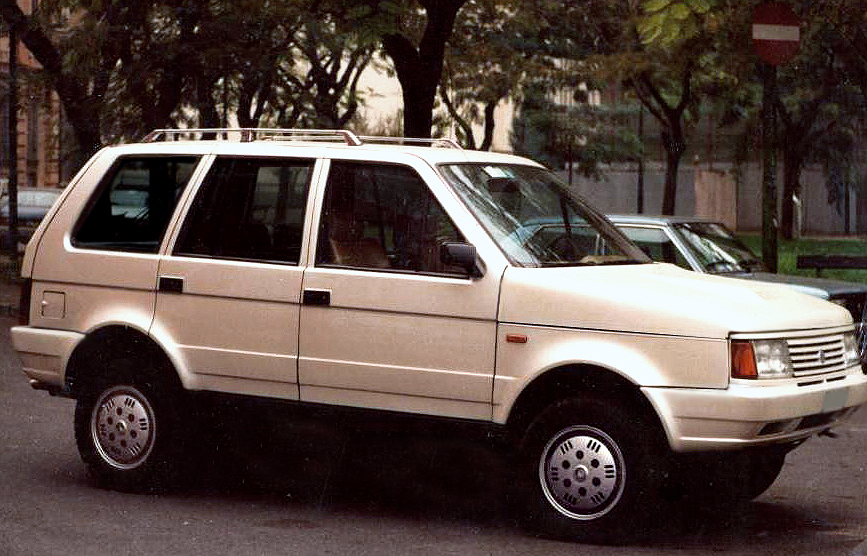
Rayton Fissore Magnum
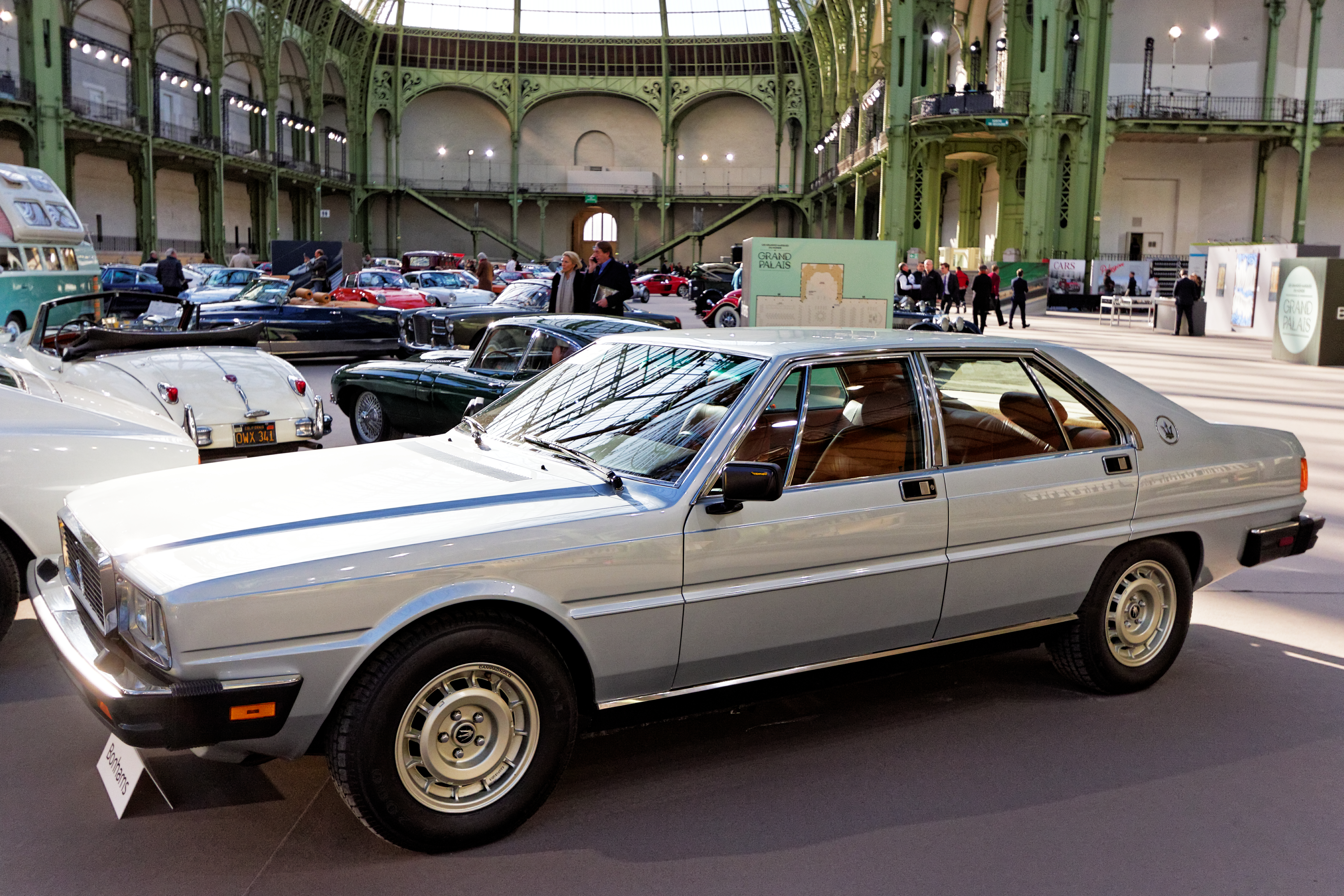
Maserati Quattroporte III / Royale
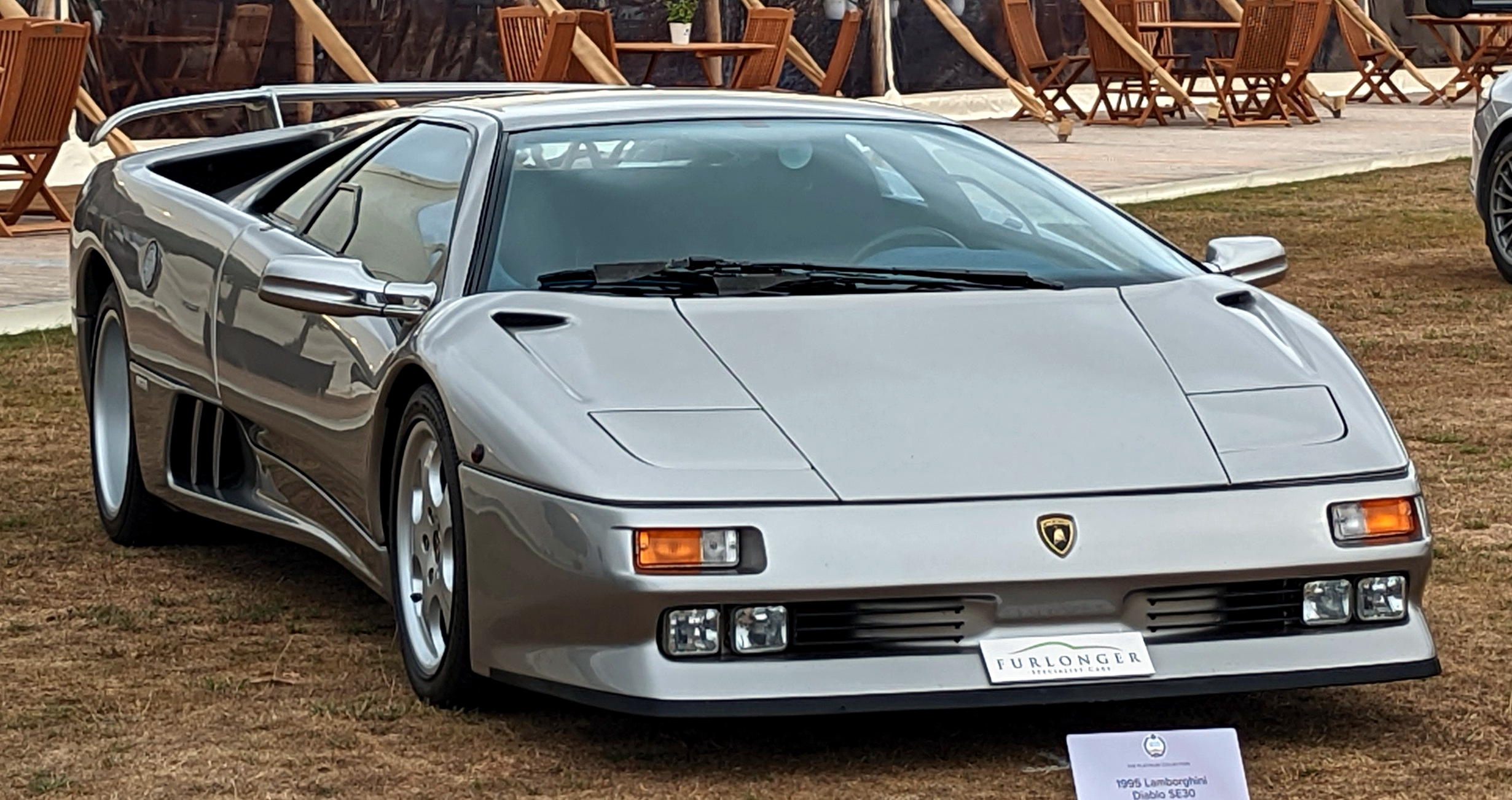
Lamborghini Diablo
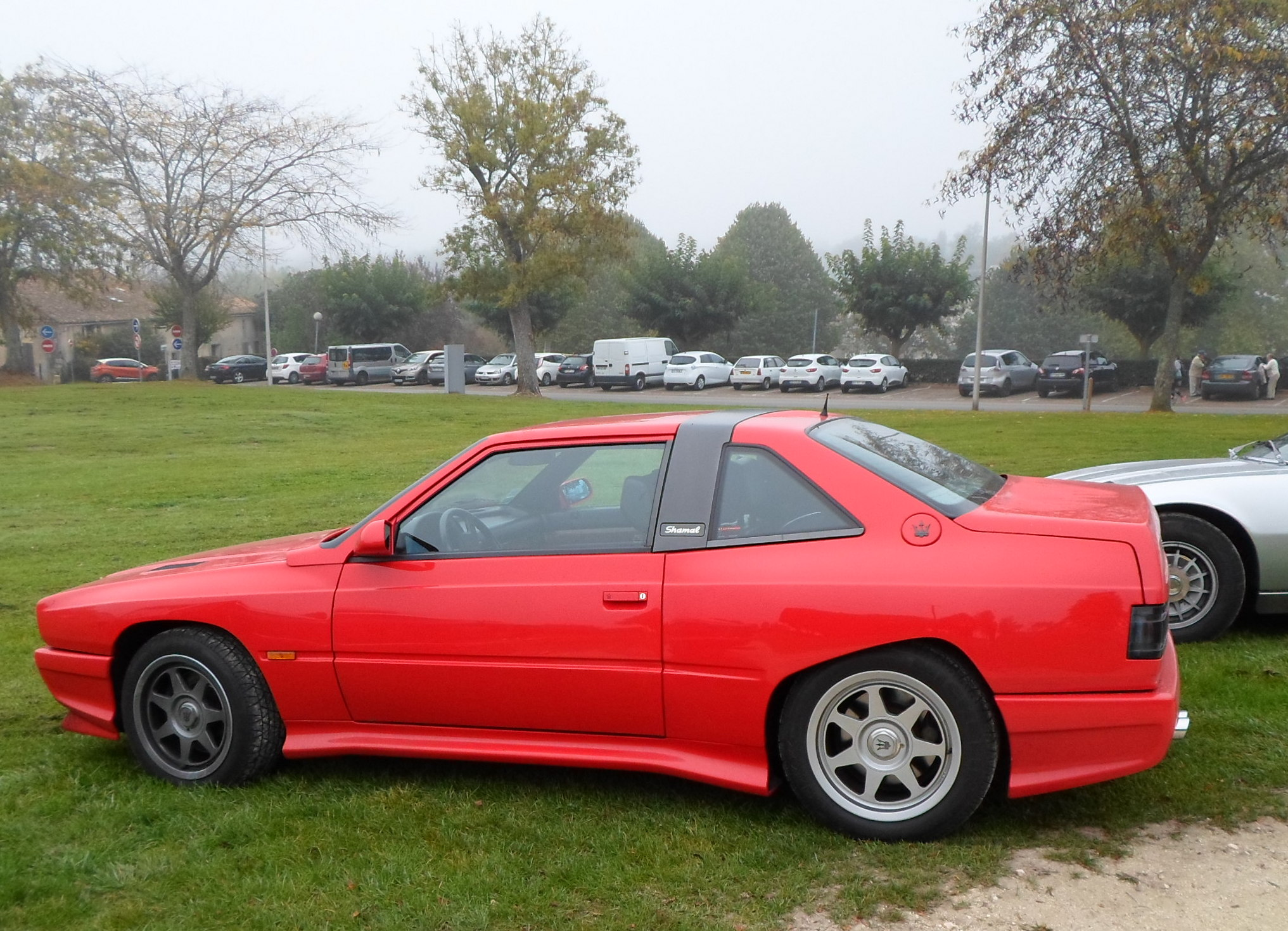
Maserati Shamal
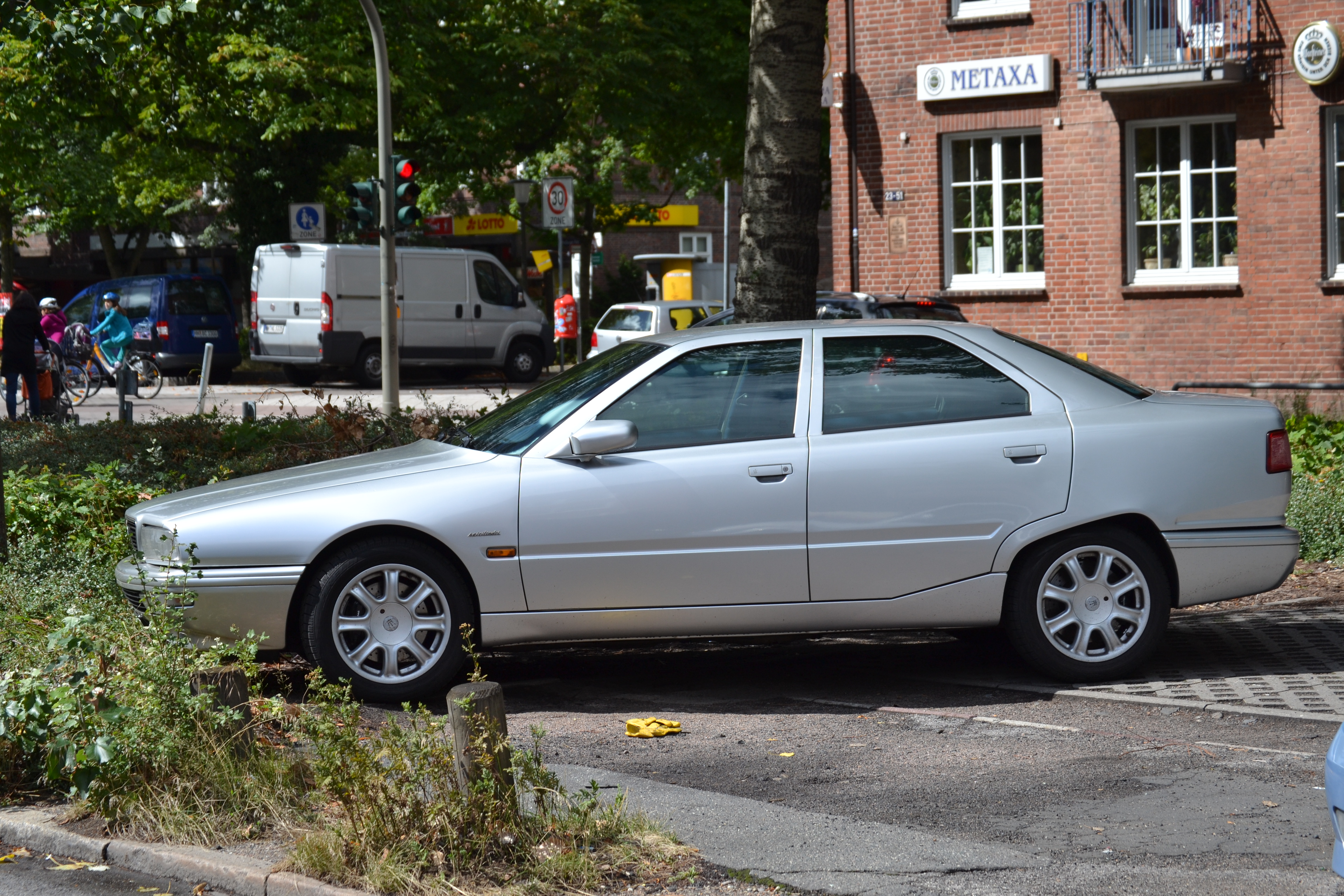
Maserati Quattroporte IV